# Liga Peruana de Tenis de Mesa
La Liga Peruana de Tenis de Mesa organizada desde 2019, es la primera liga nacional de tenis de mesa a Nivel Nacional la cual se divide en cuatro divisiones: División Superior, División de Honor, Primera División y Segunda División del Perú de los equipos de tenis de mesa. La responsabilidad de su organización se encuentra a cargo del Directorio de la Liga Peruana de Tenis de Mesa. Es disputado por 8 equipos por división, funciona con un sistema de ascensos y descensos. Empieza en el mes de marzo y concluye entre noviembre y diciembre. Está patrocinado por ANJ SPORTs.

## Historia

##### Temporada 2019
En 2019, la primera edición se formó con 19 equipos profesionales con sede en Lima y 4 equipos profesionales con sede en Junín. Los primeros partidos se jugaron el 15 de septiembre, en donde se realizó una fase preliminar a fin de determinar las divisiones. El primer equipo en clasificar a la División Superior sería la Universidad de Lima; siendo Rodrigo Hidalgo el capitán de su equipo, con asistencia de Adolfo Cucho, Rodrigo Bejarano, Renzo Rivera y Kelly Santur. Este encuentro fue dirigido por el árbitro Joel Larico. La segunda fecha de la fase preliminar se realizó el 22 se septiembre, en donde obtuvieron pase a la División Superior los equipos de Perú Table Tennis Center, Real Club de Lima, Academia Tenis de Mesa Acosta, La Salle, Boeki Trade, Asociación Estadio la Unión y Club TT Santi Sport; equipos en donde se encuentran destacados deportistas como Bryan Blas, Julio Li, Cesar Luque, Rosalyn León, Juan Acosta, Carlos Fernández, Gabriela Soto, Felipe Duffoo, Isabel Duffoo, Christian Azato, Jorge Pazos, Diego Nonogawa, María Fernanda Ortíz, Diego Huamanchumo, entre otros. El campeonato se dividía en dos torneos: Apertura y Clausura. Como este año empezó en el mes de septiembre solo hubo torneo clausura, en el cual los campeones clasificaban a la Copa Sudamericana de Clubes 2020.

##### Patrocinadores
ANJ SPORTs

## Equipos participantes
Un total de 23 equipos disputan la liga: 8 equipos en la División Superior, 8 equipos en la División de Honor y 5 equipos en la Primera División. 2 equipos ascienden y dos equipos descienden en cada división.

##### Temporada 2019
| Equipo                                  | Ciudad   | Fundación | Delegado | Deportistas |
| --------------------------------------- | -------- | --------- | -------- | ----------- |
| Academia TM Acosta A                    | Lima     |           |          |             |
| Academia TM Acosta B                    | Lima     |           |          |             |
| Academia TM Acosta C                    | Lima     |           |          |             |
| Asociación Estadio La Unión             | Lima     |           |          |             |
| Asociación Deportiva Sporting           | Lima     |           |          |             |
| Boeki Trade                             | Lima     |           |          |             |
| Club de la UNI                          | Lima     |           |          |             |
| Club Dragons TT A                       | Huancayo |           |          |             |
| Club Dragons TT B                       | Huancayo |           |          |             |
| Club Dragons TT C                       | Huancayo |           |          |             |
| Club TT Santi Sport                     | Lima     |           |          |             |
| La Salle                                | Lima     |           |          |             |
| Peru Table Tennis Center A              | Lima     |           |          |             |
| Peru Table Tennis Center B              | Lima     |           |          |             |
| Pingphone                               | Lima     |           |          |             |
| Real Club de Lima                       | Lima     |           |          |             |
| Sporthink                               | Lima     |           |          |             |
| Team La Molina                          | Lima     |           |          |             |
| TT Scouting                             | Huancayo |           |          |             |
| Universidad de Lima                     | Lima     |           |          |             |
| Universidad Privada San Juan Bautista A | Lima     |           |          |             |
| Universidad Privada San Juan Bautista B | Lima     |           |          |             |
| Universidad San Ignacio de Loyola       | Lima     |           |          |             |

##### Equipos por región
| Departamento | Equipos |
| ------------ | --- |
| Lima         | ACADEMIA TM ACOSTA A ACADEMIA TM ACOSTA B ACADEMIA TM ACOSTA C AELU ASOC. DEP. SPORTING BOEKI TRADE CLUB DE LA UNI CLUB TT SANTI SPORT LA SALLE PERU TTC A PERU TTC B PINGPHONE REAL CLUB DE LIMA SPORTHINK TEAM LA MOLINA UNIVERSIDAD DE LIMA UPSJB A UPSJB B USIL |
| Junín        | CLUB DRAGONS TT A CLUB DRAGONS TT B CLUB DRAGONS TT C TT SCOUTING |

## Clasificación División Superior
La histórica clasificación a la División Superior de los ocho equipos se dio en las fechas 15 de septiembre y 22 de septiembre de 2019, el cual se basó en cuatro series con seis equipos cada serie.
Clasificación de los ocho primeros equipos
| Serie | Pos. | Equipo                      | Ciudad | PJ | PG | PP | Puntos |
| ----- | ---- | --------------------------- | ------ | -- | -- | -- | ------ |
| 1     | 1    | Universidad de Lima         | Lima   | 4  | 4  | 0  | 8      |
| 2     | 1    | Peru Table Tennis A         | Lima   | 5  | 5  | 0  | 10     |
| 3     | 1    | Real Club de Lima           | Lima   | 5  | 5  | 0  | 10     |
| 4     | 1    | Academia TM Acosta A        | Lima   | 5  | 5  | 0  | 10     |
| 1     | 2    | Club TT Santi Sport         | Lima   | 4  | 2  | 2  | 4      |
| 2     | 2    | Asociación Estadio la Unión | Lima   | 5  | 4  | 1  | 8      |
| 3     | 2    | Boeki Trade                 | Lima   | 5  | 4  | 1  | 8      |
| 4     | 2    | La Salle                    | Lima   | 5  | 4  | 1  | 8      |

- Datos: Q76667616